# 青い珊瑚礁 (カクテル)
青い珊瑚礁（あおいさんごしょう、Blue Coral Reef）は、ジンをベースとするカクテル。このカクテルはショートドリンクに分類される。

## 概要
ペパーミントグリーンの鮮やかな色合いを南の海に、赤いチェリーを島や珊瑚に見立てた美しいカクテルである。
作者は名古屋市のバーテンダー鹿野彦司。爽やかなペパーミントの風味とジンが合わさり、すっきりとした飲み口となっている。アルコール度数は22度から39.6度。
カクテル名は、1949年に公開されたイギリス映画『青い珊瑚礁』にちなんでいる。なお、映画の原題は『The Blue Lagoon』であり、ブルー・ラグーンという名のカクテルも別途存在している。
日本で考案されたカクテルは多々あるが、その多くは忘れ去られていく。本カクテルはキッス・オブ・ファイアと共に昭和20年代に考案され、スタンダードカクテルとして生き残っているカクテルである。
日本以外ではカクテルブックなどへの掲載は行われていない（2016年時点）。

## 歴史
1947年に日本政府は連合国軍最高司令官総司令部(GHQ)の指示により「飲食営業緊急措置令」を発令し、これによって日本国内での酒場営業や自由な酒類販売が禁じられた。この措置令は1949年5月に廃止され、日本国内での酒場営業も解禁されることになる。
本カクテルは、1950年（昭和25年）5月3日に日本バーテンダー協会主催で行われた「第2回 オール・ジャパン・ドリンクス・コンクール」の優勝作品であり、日本の酒場営業の解禁を記念する歴史的な1杯ともなった。
1950年当時、ジンとペパーミントを混ぜるカクテルは目新しく、斬新なものであった。
当時の日本は、「国産初の総天然色映画」として『カルメン故郷に帰る』（1951年）が封切られたり、日本産LP盤レコードが発売されるなど、第二次世界大戦の荒廃から立ち直ろうとしていた時期であり、色合いが美しくシャレた雰囲気のある本カクテルもその流れで日本社会で受け入れられたのだろうと福西英三は推測している。また、日本バーテンダー協会主催の創作カクテルコンテストでは1953年にも「キッス・オブ・ファイア」という傑作カクテルを生み出しており、寒色系の色合いの「青い珊瑚礁」と対照的に情熱的な真紅の色合いの「キッス・オブ・ファイア」は共に人気となり、酒場で1人が「青い珊瑚礁」を注文するとその連れが「キッス・オブ・ファイア」を注文するといった光景が日本のあちこちで展開された。

## レシピの例
材料
- ドライ・ジン　- 40ml
- グリーン・ペパーミント・リキュール - 20ml
- マラスキーノ・チェリー - 1個
- レモン - ハーフカットのものを用いる。

作り方
1. カクテル・グラスのエッジ（縁のこと）をレモンで軽く濡らす。
2. 材料をシェイクしグラスに注ぐ。
3. チェリーをグラスの底へ沈める。

オリジナルのレシピでは、カクテル・グラスのエッジをレモンで濡らすだけだが、最近ではグラニュー糖でスノースタイルにすることもある。